# Eliana, cuñada
Eliana, cuñada es el capítulo vigésimo quinto de la segunda temporada de la serie de televisión Argentina Mujeres asesinas. Este episodio se estrenó el 26 de septiembre de 2006.
Este episodio fue protagonizado por Leticia Brédice, en el papel de asesina. Coprotagonizado por Eugenia Tobal. También, contó con la actuación especial de Pablo Rago.

## Desarrollo

### Trama
Eliana (Leticia Brédice) es una joven bibliotecaria casada con Franco (Pablo Rago). Conviven con Joana (Eugenia Tobal), hermana de él. Eran amigas que en el fondo sentían algo una a la otra, compartieron sueños y proyectos en la adolescencia, hasta que algo en la relación de ellas se rompió y con el tiempo siguieron por su camino. Franco prefiere no enfrentar la realidad. Siente mucho amor por Eliana y no entiende qué pasa entre su hermana y ella. Eliana debe enfrentarse a sus deseos profundos y descubrir sus verdaderos sentimientos hacia Joana. Una tarde en la biblioteca, Joana llega de sorpresa a visitar a Eliana y viendo que no había nadie Joana seduce a su cuñada. Eliana no lo resiste, se le acerca y tienen sexo. Ante la ansiedad de Eliana, golpea a su cuñada con un vitral que se encontraba a su lado y con todas sus fuerzas la ahorca, matándola al instante.

### Condena
Eliana se entregó sin ofrecer resistencia, donde confesó todo. Rechazó tener abogado y recibió la sentencia con llamativa tranquilidad. Ahora se la pasa armando rompecabezas en la prisión. La condena de 12 años le será reducida por buen comportamiento.

## Elenco
- Leticia Brédice
- Eugenia Tobal
- Pablo Rago
- Inés Palombo

## Adaptaciones
- Mujeres asesinas (México): Eliana, cuñada - Dulce María